# Art Club 2000
Art Club 2000 war eine Künstlergruppe aus New York City, die zwischen 1992 und 1999 aktiv war. Die Gruppe wurde von sieben Studierenden der Cooper Union in Zusammenarbeit mit dem Galeristen Colin de Land gegründet und verstand sich als ironische wie kritische Antwort auf Konsumkultur, Jugendästhetik und den Kunstbetrieb der 1990er Jahre.

## Geschichte und Konzept
Art Club 2000 entstand 1992 auf Initiative von Colin de Land, der die Gruppe als kollektives Projekt seiner Galerie American Fine Arts, Co. förderte. Die Mitglieder – gänzlich ohne festgelegte Hierarchie – waren Ashley Bickerton (nicht zu verwechseln mit dem gleichnamigen Künstler), Daniel McDonald, Patterson Beckwith, Shannon Pultz, Peter Kloppenburg, Jason Morris und Craig Wadlin.
Die Gruppe wurde insbesondere durch ihre inszenierten Fotoprojekte bekannt, die mit jugendlicher Selbstdarstellung, Modefotografie und Markenästhetik spielten. Häufig posierten die Mitglieder in Gap-Kleidung oder in typischen urbanen Konsumumgebungen und inszenierten sich als stereotype Vertreter einer postindustriellen Jugendkultur.
Inhaltlich thematisierte Art Club 2000 Machtverhältnisse im Kunstbetrieb, Fragen kollektiver Autorschaft und die Kommerzialisierung von Gegenkultur. Ihre Praxis verband Elemente von Konzeptkunst, Institutionskritik und postmoderner Bildpolitik.

## Ausstellungen
Zwischen 1993 und 1999 stellte Art Club 2000 regelmäßig in der Galerie American Fine Arts aus. Ihre Ausstellungen trugen provokante Titel wie:
- Commingle (1993)
- 1993 (1994)
- Corporate Mentality (1995)
- SoHo So Long (1996)[3]
- 1970 (1997)
- Night of the Living Dead Author (1998)
- 1999 (A Retrodisrespective) (1999)[2]
- Selected Works 1992–1994 (Retrospektive, Between Bridges, London)[4]
- Selected Works 1992–1999 (Retrospektive, Kunsthalle Zürich)[5]

## Rezeption
Obwohl die Gruppe oft als Parodie auf die New Yorker Kunstszene der 1990er Jahre verstanden wurde, gilt sie heute als wegweisend im Umgang mit Fragen kollektiver Autorschaft, Bildpolitik und kultureller Aneignung. Die Verbindungen zu Colin de Land und American Fine Arts verankerten Art Club 2000 fest im konzeptuellen Diskurs jener Zeit.